# Amelander Bierbrouwerij
De Amelander Bierbrouwerij is een kleinschalige brouwerij in het dorp Ballum, op het eiland Ameland. De brouwerij brouwt verschillende soorten speciaalbier die worden afgezet op het eigen eiland. De namen van de verschillende bieren zijn gesteld in het Amelander dialect.

## Achtergrond
De brouwerij werd opgericht in 2008. Reeds voordien brouwden de eigenaars, Doeke en Eva Visser, thuis kleinschalig, maar eind 2009 werd een pas aangekochte boerderij omgebouwd tot brouwerij en winkel (belevingshoeve). In 2009 kregen ze daarvoor op advies van het gebiedsplatform Waddeneilanden een subsidie van € 50.000 van het pMJP (Meerjarenprogramma Landelijk Gebied) van de provincie Friesland. Aanvankelijk werden de bieren verkocht onder de naam "Ballumer Sap", wat verwijst naar de Amelander bijnaam voor de inwoners van Ballum, de Ballumer Sappen. Inmiddels wordt de herkenbaardere naam "Amelander Bier" gebruikt, de oude naam wordt nu alleen nog voor de speciale brouwsels ("proefbieren") gebruikt. De eerste brouwcapaciteit bedroeg slechts 75 l per brouwsessie, maar in de loop van 2011 werd de brouwinstallatie vernieuwd, zodat er nu 200 liter per brouwsel kan worden gebrouwen. De brouwerij heeft ook zes vergistingstanks van zo'n 300 l.
Het cranberrybier van de brouwerij is intussen erkend als streekproduct. De brouwerij mag al haar bieren ook Amelands Product noemen.

## Bieren
De Amelander Bierbrouwerij brouwt verschillende speciaalbieren van hoge gisting. In het streekbier Bij 't Roaie Hek worden cranberry's verwerkt, een vrucht die op het eiland in het wild voorkomt. Daarnaast worden er twee tarwebieren (een licht en een donker), een blond bier, een amber, een stout, tripel en quadrupel gebrouwen. Bijzondere recepten en seizoensbieren worden als "proefbier" met de naam Ballumer Sap verkocht.